# Giuseppe Sarti
Giuseppe Sarti (Faenza, 1 de desembre (baptisme) de 1729 - Berlín, 28 de juliol de 1802) fou un compositor italià.

## Biografia
Va completar els seus estudis musicals amb el pare Giovanni Battista Martini, i va ser nomenat organista de la catedral de Faenza abans dels dinou anys. Va renunciar al seu nomenament el 1750 per a dedicar-se a l'estudi de la música dramàtica, arribant a ser director del Teatre de Faenza el 1752. Es va creure durant molt de temps que Pompeo in Armenia va ser el seu primer treball, però no hi ha cap prova escrita. El seu primer treball és sens dubte Il re pastore, estrenada a Pesaro el 1752. Les seves obres posteriors foren Medonte, Demofoonte i Olimpiade, amb les que va guanyar una reputació que va fer que el 1753 el rei Frederic V de Dinamarca el va convidar a Copenhaguen com a hofkapellmeister i director de l'òpera. Aquí Sarti va estrenar Ciro riconosciuto.
El 1765 va tornar a Itàlia per reclutar nous cantants, però la mort simultània del rei Frederic va posar fi a la seva estada en terres daneses. El 1769 es va traslladar a Londres, on va donar classes de música per sobreviure. El 1779 va ser nomenat mestre de capella de la catedral de Milà, on va romandre fins al 1784. Aquí va exercir la seva veritable vocació de compondre, almenys vint de les seves òperes més reeixides i la música sacra per a les oficis de la catedral. És també aquí on exercir de professor de música, amb alumnes com Luigi Cherubini i Ferdinando Robuschi.
El 1784, Sarti va ser convidat per l'emperadriu Caterina II de Rússia a Sant Petersburg. En el camí es va aturar a Viena, on l'emperador Josep II el va rebre amb gran honor, i on va conèixer Wolfgang Amadeus Mozart. Va arribar a Sant Petersburg el 1785 i, de seguida, el van nomenar director de l'Òpera, on va compondre noves peces i també obres de música sacra, incloent un Te Deum per la victòria de Ochakov a la Guerra russo-turca (1787-1792) que va introduir un disparament d'un canó de veritat. En les seves direccions i va incloure sovint al castrati Luigi Marchesi del qual n'era admirador. Durant la seva estada a la ciutat imperial, Grigori Potiomkin li encarregà l'educació del que més tard seria un bon compositor Piotr Ivànovitx Turtxanínov, i més d'altres més, Daniil Nikitich Kashin.
Va romandre a Rússia fins al 1801, quan ja estava tan malalt que va demanar permís per sortir del país. El tsar Alexandre I de Rússia li va concedir el 1802 una pensió generosa; abans, Caterina li havia concedit el títol nobiliari. Les seves òperes de més èxit a Rússia van ser Armida e Rinaldo i Gli inizi del governo di Oleg, aquesta última amb la col·laboració de Paschkewitch i Canobbio i amb llibret de la mateixa emperadriu Caterina II. Sarti va morir a Berlín en el camí de tornada a Itàlia.

## Obres
L'òpera de Sarti Fra i due litiganti il terzo gode va ser immortalitzada per Mozart, que va introduir un d'aquesta òpera a l'escena del sopar de Don Giovanni. També s'ha de tenir en compte Le nozze di Figaro del mateix Mozart li deu molt a la influència de la mateixa obra, que el compositor austríac va estrenar a Viena el 1784: el llibret de Lorenzo Da Ponte presenta una situació similar, i el final del complicat acte de Fra i due litiganti il terzo gode va servir de model per a Mozart per al final de l'últim acte de Figaro.

### Òperes
- Il re pastore (1752)
- Il Vologeso (1754)
- Antigono (1754)
- Ciro riconosciuto, (1755)
- Arianna e Teseo (1756)
- Anagilda (1758)
- Armida abbandonata (1759)
- Achille in Sciro (1759)
- Andromaca (1759-1760)
- Filindo (1760)
- Didone abbandonata (1762)
- Il gran Tamerlano (1764)
- Le gelosie villane (1776)
- Medonte, re di Epiro (1777)
- Giulio Sabino (1781)
- Fra i due litiganti il terzo gode (1782)
- Gli Amanti Consolati (1784)
- Armida e Rinaldo (1786)
- Enea nel Lazio (1799)